# Schwabenzug

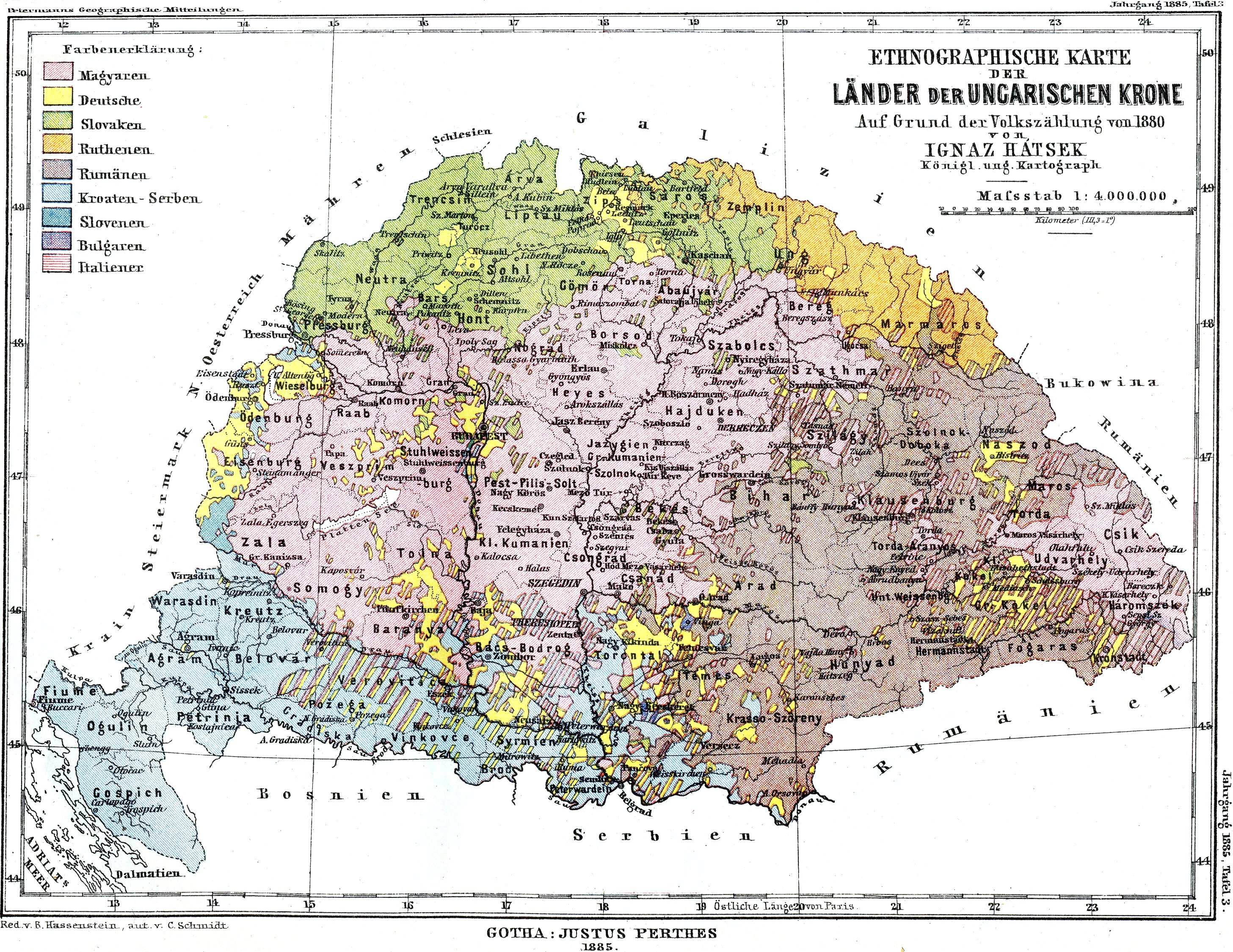
Ethnische Zusammensetzung in den Ländern der ungarischen Krone 1880

Als Schwabenzüge bezeichnet man die organisierte An- und Besiedlung der infolge der Türkenkriege fast menschenleeren Gebiete des Königreiches Ungarn, Slawonien, Batschka, und Banat durch die Habsburgermonarchie im 18. Jahrhundert, mit vornehmlich deutschstämmigen Untertanen aus dem Westen und jenseits der westlichen Grenzen des Heiligen Römischen Reiches. Zusätzlich zu den staatlichen Programmen gab es während dieser Zeit ebenfalls Anstrengungen privater Großgrundbesitzer im Königreich Ungarn, darunter auch kirchliche Grundherren, zur Besiedlung ihrer Ländereien.
Innerhalb des Auswanderungsraumes ragten die Pfalz, Schwaben, Rhein- und Mainfranken besonders hervor, aber auch das Elsass, Lothringen, Bayern, Böhmen und Innerösterreich, sowie kleinere Gruppen von Italienern und Franzosen hatten phasenbedingt einen wichtigen Anteil. Im gesamten mittleren Donauraum wurden die deutschen Siedler von ihren magyarischen, südslawischen und rumänischen Nachbarn, wie auch von bulgarischen, slowakischen und tschechischen Zuwanderern Schwaben genannt. Obwohl diese Bezeichnung nur für einen geringen Teil der Ansiedler zutraf, nannten sich auch die Deutschen im damaligen Ungarn fortan Schwaben.
Insgesamt gab es drei große und zwei kleine Schwabenzüge. Ähnliche Ansiedlungen bestanden bereits seit 1686; 1689 erschien das erste Ansiedlungspatent von Kaiser Leopold I. für die fast entvölkerte und zerstörte Pannonische Tiefebene. Kaiser Leopold I. und seine Nachfolger Josef I., Karl VI., Maria Theresia und Josef II. waren bestrebt, aus den dünn besiedelten und verödeten Landschaften Pannoniens einen ertragreichen und geschützten christlichen Lebensraum zu gestalten. Unter den Kaisern Leopold II. und Franz II. wurde nach dem dritten großen Zug die Besiedlung bis 1848 fortgesetzt. Deutsch war zeitweise die Amtssprache im Banat.
Es siedelten sich 1692–1786 um die 150.000 (115.000 staatlich und 35.000 privat geworbene) Menschen dort an. Sie fanden im spärlich besiedelten Banat vorwiegend Rumänen und Serben vor. In der Zeit von 1700 bis 1778 lag das Verhältnis von Rumänen und Serben zu den Deutschen bei 5:1. Das Banat und die Batschka waren die bevorzugten Zielregionen der staatlichen Kolonisation, sie nahmen hauptsächlich die Siedlerströme der drei großen Schwabenzüge auf, sodass in Südungarn die Deutschen in der Folgezeit ungefähr die Zahl der Serben und Rumänen erreichten. Etwa die Hälfte der deutschen Ansiedler in Ungarn wurden von privaten Grundherrschaften angesiedelt. Die Hälfte der donauschwäbischen Siedler war bäuerlicher Herkunft. In der Batschka waren fast ein Drittel der Ansiedler Handwerker und Professionisten, mit Ausnahme von Apatin, wo sie etwa die Hälfte der Bevölkerung bildeten. Den Rest der deutschen Bevölkerung stellten in der Batschka die ehemaligen Soldaten, die nach 1763 hier angesiedelt wurden. Ansätze einer deutschen Kolonisation entstanden ferner in Slawonien und Syrmien, vor allem in Märkten und Städten.
Die Herkunftsländer der bäuerlichen deutschen Siedler wiesen zur Zeit ihrer Auswanderung eine hochentwickelte Bodenkultur auf. Das von den Siedlern im Banat übernommene Ackerland war ein erst seit kurzem entwässertes Sumpfland, das seit Jahrhunderten verwahrlost, verwildert und mit Gestrüpp überwuchert war. Die beharrlichen und fleißigen neuen Arbeitskräfte brachten landwirtschaftliche und handwerkliche Erfahrung mit, durch die sie einen entscheidenden Anteil an der Kultivierung des Landes hatten. Die Anforderungen, die die Gründung einer Lebensexistenz und einer Gemeinschaftsordnung an sie stellte, waren allerdings enorm. Die in dieses unwirtliche Land gesetzten großen Hoffnungen erfüllten sich im Laufe der Jahre allmählich, und die Siedler prägten letztlich ihre neue Heimat.
Es war allerdings ein langer und schwerer Weg. Das in den Sümpfen lauernde Sumpffieber und die Cholera lichteten die Reihen bedenklich. Die von den Heeren aus dem Osten eingeschleppte Pest (1738–1739) verbreitete sich schnell im ganzen Banat und ließ die Sterblichkeitsrate noch zusätzlich ansteigen. Die Sanitätskommission der Landesadministration konnte die Krankheiten schließlich eindämmen, doch wurde die Bevölkerung während der Züge wiederholt von ihnen heimgesucht. Von den 80.000 deutschen Siedlern dieser Zeit erlagen etwa 25.000 diesen Krankheiten, also fast jeder Dritte.

Ein deutscher Kolonistenspruch des 18. Jahrhunderts besagt:

„Die ersten fanden den Tod, die zweiten hatten die Not, und die dritten erst das Brot.“

Nach den großen Zügen kamen später noch vereinzelt Siedler aus dem Reich, aus der Batschka, aus der Zips und auch aus anderen Gebieten ins Banat, allerdings nahm die Bedeutung ab. Spätestens nach dem Österreichisch-Ungarischen Ausgleich 1867 hörten die deutschen Besiedlungen auf. In dem Ausgleich wurde Ungarn eine Reichshälfte und damit die politische Macht in diesem Gebiet zuerkannt. Ungarn versuchte folgend diese Gebiete zu magyarisieren.

## Vorgeschichte

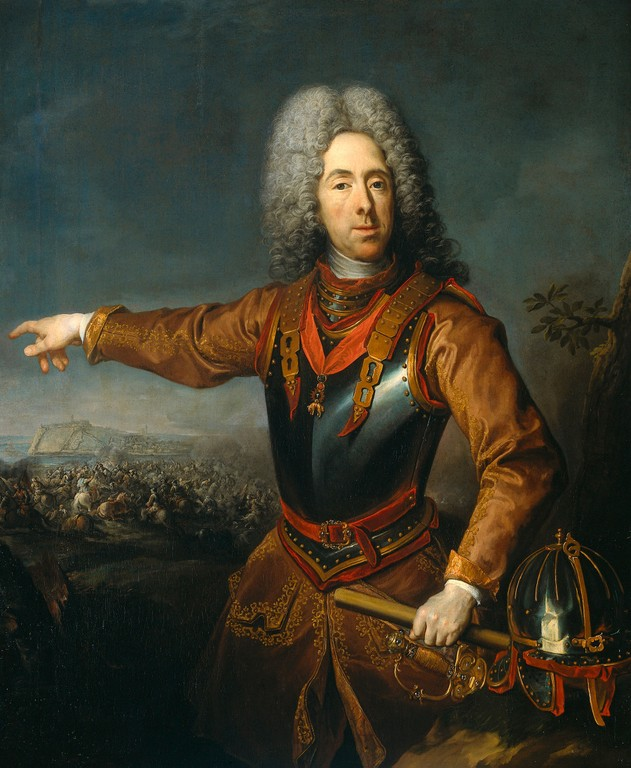
Prinz Eugen von Savoyen
1718

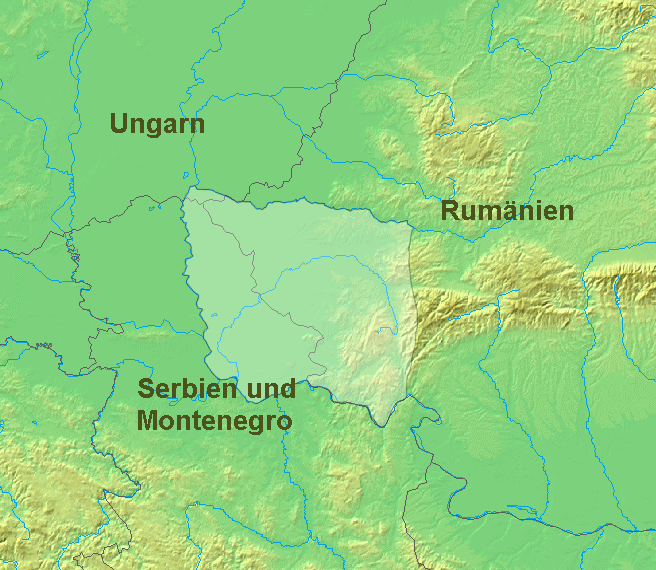
Das Banat und die heutigen Staatsgrenzen

### Politische Situation
Nach Ende des Großen Türkenkrieges 1683–1699 musste das Osmanische Reich im Frieden von Karlowitz 1699 auf sämtliche Eroberungen nördlich der Donau (mit Ausnahme des Banats) zu Gunsten Österreichs verzichten und die Herrschaft Venedigs über den Peloponnes (Morea) anerkennen. In den folgenden Jahren erlaubte es die eigene Schwäche den Osmanen nicht eine erneute Eroberung dieser Gebiete anzugehen. Zu dieser Zeit kam es lediglich zu einem begrenzten Krieg gegen das russische Zarenreich, welchen die Osmanen im Jahre 1711 mit dem Frieden vom Pruth für sich entschieden. Durch diesen Erfolg ermutigt, plante man die Revision des Karlowitzer Friedens. Zunächst wandten sich die Osmanen gegen die Republik Venedig, die man für schwach hielt. Mit einem Eingreifen Österreichs rechnete man nicht, da dieses durch den gerade abgeschlossenen Spanischen Erbfolgekrieg (1701–1714) noch sehr geschwächt war.
Erst im Jahre 1716 trat Österreich in den Venezianisch-Österreichischen Türkenkrieg ein. Die kaiserlichen Truppen standen unter dem Kommando des Prinzen Eugen von Savoyen. Den Sieg gegen die zahlenmäßig überlegenen Türken in der Schlacht von Peterwardein wollte Prinz Eugen strategisch weiter ausnützen und beschloss die Belagerung der Festung Temesvár (heute Timișoara) im Banat, die schnell und unerwartet mit der Kapitulation der Türken nach nur wenigen Monaten endete. Mit der Übergabe von Temesvár endeten 164 Jahre türkische Oberhoheit über das Banat, welches bis zum Ende des Ersten Weltkriegs habsburgisch blieb. Nach der Kapitulation von Belgrad wurden 1718 im Frieden von Passarowitz die Eroberungen bestätigt: Österreich erhielt das Banat, die westliche Walachei, das nördliche Serbien mit Belgrad und Teile Nordbosniens.
Das Banat erhielt eine Sonderstellung als Kron- und Kammerdomäne, eine Kamerale Reichsprovinz unter eigener Verwaltung, in der alle Macht vom Kaiser und von seinen eingesetzten Behörden und Beamten ausgeübt wurde. Sie wurde als unveräußerliches Krongut und Sondergut des Herrschers verwaltet, in dem keine geist- oder weltliche Privatobrigkeit geduldet wurde.

### Siedlungszüge vor den Schwabenzügen (1686–1720)
Das erste Drittel dieses Ansiedlungsjahrhunderts brachte bereits deutsche Siedler in die von den Türken befreiten ungarischen Städte (in Klammern jeweils der heutige Name):
| - Gran (Esztergom) - Ofen/Buda und Pest (Budapest) - Stuhlweißenburg (Székesfehérvár) | - Frankenstadt (Baja) - Fünfkirchen (Pécs) - Julau (Gyula) | - Großwardein oder Nagyvárad (Oradea) - Großkarol oder Nagykároly (Carei) - Temeschburg oder Temesvár (Timișoara) |

Initiative und Förderung dieser Besiedlung der Städte gingen von der kaiserlichen Administration in Wien aus, die sich gegen das neuerliche Aufflackern des Kurutzengeistes abzusichern und verlässliche Stützpunkte zu schaffen bemüht waren. Neben der Besiedlung der ungarischen Städte hatte noch im auslaufenden 17. Jahrhundert und zu Beginn des 18. Jahrhunderts die Besiedlung des Ofner Berglandes durch die jeweiligen Grundherrschaften begonnen, so in:
| - Dörfer auf der Donauinsel Csepel, 1706 - Falkenstein oder Schaumar, (Solymár) 1710–1720 - Großkowatsch (Nagykovácsi), 1701/02 - Großturwall (Törökbálint), 1700/01 | - Johannistal oder Wudigeß (Budakeszi), 1698 - Kaltenbrunn (Pesthidegkút), 1711 - Schambeck (Zsámbék), 1715–1720 - Telki, Jeine (Budajenő), 1703 | - Ürben oder Erben (Üröm), 1699 - Weindorf (Pilisborosjenő), 1696 - Werischwar (Pilisvörösvár), 1692/93 - Wudersch (Budaörs), 1718–1720 |

Nach dem Aufstand von Franz II. Rákóczi (1703–1711) und dem Frieden von Sathmar (Satu Mare) von 1711 begann auch der ungarische Adel bzw. die Großgrundbesitzerschicht, noch vor der Verabschiedung der Einwanderungsgesetze des ungarischen Landtags 1722/23, nach deutschen Siedlern zu rufen, allen voran der ehemalige Kurutzengeneral Alexander Károlyi (siehe auch Károlyi), der unverzüglich nach Friedensschluss mit der Ansiedelung von Sathmarer Schwaben begann, nachdem er vorher die Ungarische Hofkanzlei und den Hofkriegsrat in Wien über sein Vorhaben verständigt hatte. Erst allmählich gelang es den Schwaben, in dem unwirtlichen Sathmar Fuß zu fassen:
| - Bildegg oder Krasznabéltek (Beltiug), 1730 Errichtung von Pfarrei - Erdeed oder Erdöd (Ardud), 1726 Errichtung von Pfarrei - Fienen oder Mezöfény (Foieni) 1720 - Großkarol oder Nagykároly (Carei), 1724 Ansiedlung von Piaristen | - Kaplau oder Kaplony (Căpleni), 1722 Ansiedlung von Franziskanern - Maitingen oder Nagymajtény (Moftinu Mare) 1722 - Petrifeld oder Mezöpetri (Petrești), 1738 Errichtung von Pfarrei - Schinal oder Csanalos (Urziceni) 1714/16/18 |

Im Buchenwald (Bakony) wurde 1712 Zirtz (Zirc) und 1714 Oßlipp oder Osslopp (Bakonyoszlop) mit Deutschen besiedelt. Auch in der Schwäbischen Türkei fing die Ansiedlung der Deutschen zum Teil schon vor der Verabschiedung der Impopulationsgesetze, auf alle Fälle aber 1722 an, und zwar sowohl auf der Domäne Belje (Béllye) des Prinzen Eugen von Savoyen als auch auf dem Herrschaftsgut von Darda, auf dem Besitz der Abtei Petschwar (Pécsvárad), in den Dörfern, die dem Bistum Fünfkirchen (Pécs) gehörten (unter ihnen die älteste deutsche Bauernsiedlung dieses Bistums Püspöknádasd (Mecseknádasd), die schon 1718 mit Franken besiedelt war), auf dem riesigen Besitztum der Familie Esterházy, wo damals schon lutherische Hessen sesshaft wurden, auf den Besitzungen der Abtei Báta (unter den Äbten Jány und Kollonich'), sowie der Abtei Sechshard (Szekszárd) unter dem Abt J. Trautsohn und nicht zuletzt auf den Besitzungen (besonders Högyész) des bedeutendsten Grundherrn der Schwäbischen Türkei, den lothringischen Grafen Claudius Florimund Mercy. Graf Mercy war auch deshalb eine Schlüsselfigur dieser Frühzeit der Einwanderung Deutscher nach Ungarn, weil er seine Siedler nicht unmittelbar im Reich anwerben ließ, sondern seinen Bedarf aus den ihm unterstehenden organisierten staatlichen Transporten des ersten Schwabenzuges deckte, indem er die benötigte Anzahl von Bauern einfach weglockte.
Das Einrichtungsprojekt, 1717 der erste gesetzliche Erlass der neuen Behörde unter Mercy, war die Grundlage des Wiederaufbaus. Man verwies auf Zuzug von Einwohnern aus den benachbarten Gebieten und Rückkehr der geflohenen ehemaligen türkischen Untertanen. Zu dieser Zeit bestand das Banat aus 663 Orten mit 21.289 Häusern und etwa 90.000 Einwohnern. Den Neuansiedlern wurden zwei Freijahre versprochen. Handwerker, die man zum Bau der Befestigungen, Kasernen und öffentlichen Gebäude brauchte, Beamte, Marketender und Angehörige des Armeetrosses waren die ersten, die aus österreichischen Ländern und Teilen des Deutschen Reiches kamen. Das Banater Bergland stand an erster Stelle der Ansiedlung. Die Banater Bergleute waren von Kopfsteuer und Militärdienst befreit. Es kamen Tiroler, Steirer, sächsische und böhmische Bergleute.

## Erster großer Schwabenzug (1722–1726)

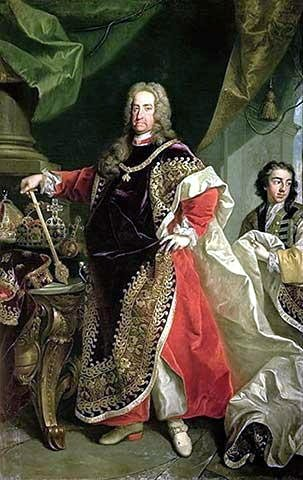
Kaiser Karl VI.
Gemälde von Johann Gottfried Auerbach

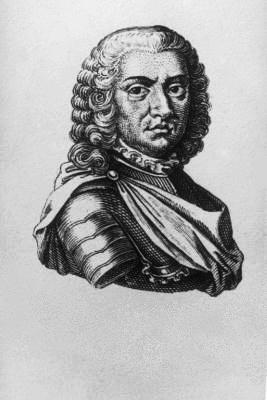
Claudius Florimund Mercy

Der erste große Schwabenzug – auch karolinischer Schwabenzug genannt – fand unter Kaiser Karl VI. statt, der von 1711 bis 1740 regierte, und stand unter der Obhut von Graf Claudius Florimund Mercy. Dieser war von Prinzen Eugen als erster Gouverneur des Banats eingesetzt worden und trug außerdem die Titel Feldmarschall, Kommandierender General im kaiserlichen Banat, und Präsident der Banater Landesadministration. Am 28. Juni 1719 erging der Einrichtungsbefehl, in dem der Hofkriegsrat betonte, Mercy möge alles anwenden um die Einwohnerzahl zu vergrößern. Graf Mercy gründete oder besiedelte an die fünfzig deutschen Gemeinden des Banats.

### Anwerbung der Siedler
Mercy beauftragte den Kameralbeamten Franz Albert Craußen mit der Anwerbung von Siedlern. Dieser bemühte sich in den Kanzleien von Kurtrier, Kurmainz, Hessen-Darmstadt, Speyer und Fulda um die Freilassung von Auswanderungswilligen. Er bereiste persönlich die rheinischen Gebiete und warb für die Kolonisation im Banat. Sein Werbebüro in Worms führte die Verhandlungen mit Behörden, war bei Passerteilungen behilflich und teilte auch Transporte ein. Den Werbeagenten kam die Unzufriedenheit der Bevölkerung des Südwestdeutschen Raumes über die wirtschaftlichen, politischen und sozialen Verhältnisse zugute. Die einzelnen Landesfürsten der vielen kleinen Staaten, aus denen das deutsche Reich damals bestand, hielten die Untertanen als Leibeigene ohne Rechte. Auf Befehl des regierenden Fürsten oder Königs konnten sie auch verkauft werden um leere Staatskassen wieder aufzufüllen. Kolonisten mussten ihre persönliche Freiheit und den Besitz von mindestens 200 Gulden nachweisen, führten aber häufig wesentlich mehr Geld mit sich; ein Hinweis darauf, dass nicht in erster Linie existentielle Not die Menschen zur Auswanderung trieb.

### Konditionen
Die Übersiedlungskosten trug zum größten Teil das Reich. Verheiratete Kolonisten erhielten während dieser Reise täglich 12 Kreuzer, jedes Kind 2 Kreuzer, Ledige und Verwitwete 6 Kreuzer. Zusätzlich wurden den Ansiedlern zur Erbauung von Häusern Vorschüsse auf Jahre bewilligt, nach deren Verlauf sie nur die Hälfte zurückzahlen mussten. Bauern waren drei Jahre abgabefrei und mussten danach die landesüblichen Roboten leisten und nach drei Jahren 12 Gulden (fl.), nach sechs Jahren 18 fl. und nach zwölf Jahren 24 fl. an die Staatskasse zahlen. Die bäuerlichen Siedler erhielten zunächst 1 Joch Hausgrund, 24 Joch Ackergrund, 6 Joch Wiesengrund, Holz für den Hausbau, Haus- und landwirtschaftliche Geräte und Haustiere. 1 Gulden entsprach 60 Kreuzern, um 1700 besaß ein Gulden eine Kaufkraft, die heute (als grobe Orientierung) etwa 40–50 Euro entspräche. Die fiskalischen Ansiedlungsbedingungen wurden von den Interessenten als günstig angesehen, so konnten die Werbeagenten gute Erfolge erzielen.

### Herkunft der Siedler
Deutsche Beamte, Handwerker, Kaufleute und Bergleute waren die ersten, die nach der Befreiung des Banats in den Orten ansässig wurden. Um die 3000 Familien kamen aus allen Ländern des süd- und westdeutschen Sprachraumes, einschließlich der belgischen Provinz Luxemburg, aus Elsass, Lothringen, darunter auch zahlreiche aus den Alpenländern Italien und Südtirol, aus Böhmen und auch aus Spanien. Nachdem 1734 die Kandidatur Karls VI. auf den spanischen Thron gescheitert war, flüchteten kaisertreue Spanier nach Wien, denen als Siedlungsland das Banat angewiesen wurde. Es kamen auch katholische Bulgaren, Armenier und Albaner ins Banat. Wenn es sich dabei auch nicht um große Gruppen handelte, lag der Zuzug nichtdeutscher Einwanderer zusammen mit den aus den Nachbargebieten einsickernden Transmigranten weit über der Zahl der 1722–1726 und 1736–1738 eingewanderten deutschen Kolonisten und trug entscheidend zur Vermehrung der Bevölkerung im Banats bei. Während des ersten Zuges wurden 57 deutsche Dörfer im Banat gegründet, und etwa 23.000 Deutsche als größte Einwanderungsgruppe angesiedelt. Siedlergruppen aus Italien, Frankreich und Spanien hatten Probleme mit den klimatischen Verhältnissen im Banat und verließen bis auf wenige das Land wieder.

### Rolle der Konfession
Bei der Auswahl der Siedler war Mercy die Glaubenszugehörigkeit wichtiger als die Volkszugehörigkeit, so dass damals ausschließlich katholische Siedler einwandern durften. Es versuchten auch evangelische Siedler sich im Banat niederzulassen, doch diese gelangten nur bis Wien. Dort wurden sie vor die Entscheidung gestellt, entweder den katholischen Glauben anzunehmen oder wieder zurück in die eben verlassene Heimat zu gehen. Die zweite Möglichkeit kam für die Auswanderer nicht in Betracht, denn sie hatten in ihrer alten Heimat ihr ganzes Hab und Gut verkauft, um sich so von der Herrschaft freizukaufen. Somit waren alle Brücken in der alten Heimat abgebrochen, so dass es kein Zurück mehr gab. Da aber auch Privatgrundbesitzer in Ungarn Arbeitskräfte suchten, ließen sich viele evangelische Siedler, die ihren Glauben nicht aufgeben wollten, von ungarischen Herrschaften anwerben. Außerdem boten die ungarischen Privatgrundbesitzer bessere Konditionen als die damalige Kameralverwaltung Wiens. Einige evangelische Siedler wurden von dem Grundherren Paul Ratay angeworben und siedelten sich in Harta an. Andere zogen weiter und ließen sich auf Grundstücken des Johann Georg Freiherr von Harrucker aus Mezőberény nieder.

### Transport

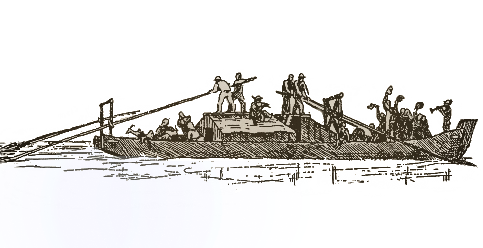
Ulmer Schachtel
Historische Darstellung

Die Anreise erfolgte auf Zillen, auch als Ulmer Schachteln bekannt, ab Donauwörth, Marxheim, Neuburg und später auch Ehingen, Ulm und Günzburg donauabwärts in das Banat. In den Distrikten vor Ort sorgten dann Kameralbeamte für Unterbringung und Verteilung.

### Siedlungsaktivität
Kolonisationsschwerpunkt war neben der Schwäbischen Türkei auch das Banat. Zwischen den Festungsstädten Temesvár und Arad entstanden zahlreiche neue Ansiedlungspunkte. Zeitgleich wurden durch private Ansiedlungen viele Tausende von deutschen Bauern auf den Gütern magyarischer Adliger ansässig und begründeten so deutschen Siedlungen im Donauraum.
Folgende neue Siedlungen entstanden bzw. bereits bestehende wurden wesentlich erweitert:
| - An der nördlichen Grenzlinie entlang der Marosch: Perjamosch (Periam), Deutschsanktpeter (Sânpetru German), Neuarad (Aradul Nou), Guttenbrunn (Zăbrani) und Lippa (Lipova) mit der Festung Arad als Mittelpunkt - Jenseits der Marosch (Ungarn) entstanden 1742 die Gemeinden Elek und Sanktanna (Sântana) als Privatsiedlungen - An der südlichen Donaulinie entstanden die Festungen Pantschowa (Pančevo), Kubin (Kovačica), Neuplanka (Bačka Palanka), Neu-Orschowa (Ada Kaleh) und Mehadia. - Die stadtartigen Siedlungen Werschetz (Vršac) und Weißkirchen (Bela Crkva) und die Dörfer Ploschitz (Pločica), Saalhausen, Langenfeld (Câmpulung la Tisa), Jasenowa (Bela Crkva), Rebenberg (Kaluđerovo), Lagerdorf (Straža), Kudritz (Gudurica), Freudenthal (Jamu Mare) und Suchenthal (Lužnicí). | - Die Bergbausiedlungen Neu-Moldowa (Moldova Nouă) und Mühlenbach bei der Stadt und Festung Orschowa (Orșova), Deutsch-Bogschan (Bocșa Montană), Orawitza (Oravița), Dognatschka (Dognecea), Galina und Häuerdorf (Iertof) - Die Hauptstadt und Festung Temesvár (Timișoara) mit den Dörfern Jahrmarkt (Giarmata), Bruckenau (Pișchia), Freidorf, Ulmbach (Peciu Nou), Tschakowa (Ciacova), Wojteg (Voiteg), Detta (Deta), Denta und Sarafol (Saravale) - Die Städte Groß-Betschkerek (Zrenjanin), Lugosch (Lugoj), Rekasch (Recaș), Faschet (Făget) und Karansebesch (Caransebeș). |

### Krankheiten
Morbus Hungaricus bezeichnete das Sumpffieber und die Durchfallerkrankung Dysenteria Pannonica, die in den ersten Jahren drei Viertel der Siedler frühzeitig dahinrafften. Ungarn ist des Deutschen Grab hieß es damals in den deutschen Stammeslandschaften.
Unter technischer Leitung von militärischen Fachleuten wurde 1727–1733 der Bega-Kanal angelegt, der als eine hervorragende Leistung seiner Zeit galt. Vor der Kanalisierung bot die Bega in wildem, ungeregeltem Lauf dem ausgedehnten Sumpfgebiet im Westen reiche Nahrung. Der Begakanal ermöglichte die Trockenlegung der Sümpfe, eine für Mercy strategische, wirtschaftliche und nicht zuletzt sanitäre Notwendigkeit. Das Sumpffieber nahm ab, und neues, fruchtbares Ackerland entstand, die Banater Heide.
- siehe auch Gesundheitswesen in Temeswar im 18. Jahrhundert

## Erster kleiner Schwabenzug (1736–1738)

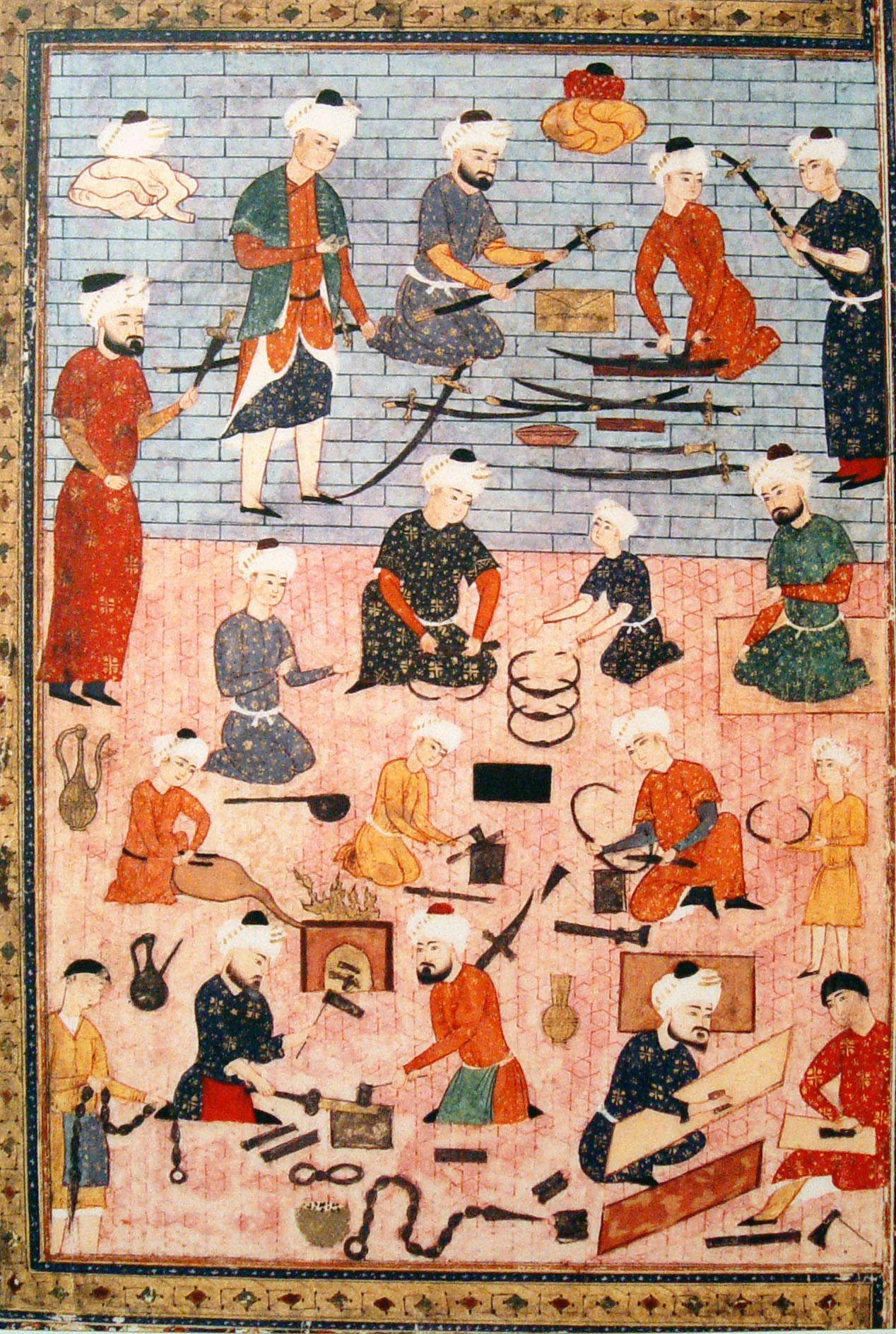
Miniaturmalerei einer türkischen Waffenwerkstatt

### Politische Situation
Nach zwei Jahrzehnten Frieden stießen die Türken im Zuge des Russisch-Österreichischen Türkenkriegs (1736–1739) im Frühjahr 1738 erneut über die Donau, brannten 28 Dörfer entlang der Banater Südgrenze nieder und vernichteten so einen Großteil der deutschen Gemeinden. Die kaiserlichen Truppen waren diesmal nicht in der Lage das Banat zu halten, die Festungen Orșova und Mehadia fielen den Türken erneut in die Hände. Die Operationen des kaiserlichen Heeres ließen die Gebiete zeitweilig ungedeckt und lieferten die Bevölkerung schutzlos dem türkischen Invasionsheer und übergelaufenen Nationalitäten aus, sodass im Süden nur Werschetz, Weißkirchen und Pantschowa, und in der Mitte des Landes nur Kudritz, Detta, Tschakowa, Ulmbach, Freidorf, Rekasch, Jahrmarkt, Bruckenau und Großbetschkerek erhalten geblieben waren.
Die Einrichtung der Grenzmiliz 1724 hatte mehr unter fiskalischen als militärischen Aspekten stattgefunden, so wurde die Grenzmiliz aus serbischen Panduren gebildet, um die Deutschen als steuerliche Einnahmequelle nicht vom Ackerbau abzuziehen. Diese überfielen als erste die schutzlosen Deutschen. Die deutschen Bergleute, von rumänischen Freischärlern bedroht, verließen fluchtartig ihre Wohnsitze. Wer sich retten konnte, floh in die deutschen Nordbanater Dörfer, der Rest wurde Opfer der Räuberbanden oder wurde von den Türken in die Sklaverei verschleppt. Das wild auflodernde Partisanentum konnte erst nach der Festigung der kaiserlichen Macht in die Schranken gewiesen werden. Die deutschen Bewohner der Nordbanater Gemeinden wurden gegen Ende 1737 bewaffnet.
Das Lebenswerk einer ganzen Generation versank in Schutt und Asche. Viele der zerstörten Siedlungsdörfer wurden nicht wieder aufgebaut. In den Wirren dieses Krieges sind unter anderem auch 140 spanische Siedler zu Tode gekommen, für die man bei Groß-Betschkerek die Gemeinde Neu-Barcelona angelegt hatte. Das gleiche Schicksal hatten die in Pantschowa und Freudental ansässig gewordenen Invaliden aus Schlesien.
Am 18. September 1739 schlossen Österreich und das Osmanische Reich den Frieden von Belgrad. Dabei verlor Österreich die meisten seiner Erwerbungen aus dem Frieden von Passarowitz wieder an das Osmanische Reich. Es verblieb nur das Temescher Banat, während die Kleine Walachei sowie Nordserbien mit Belgrad und ein Grenzstreifen in Nordbosnien verloren gingen.

### Krankheiten
Eine unmittelbare Folge des Krieges war 1738 der Ausbruch der von einem Infanteriebataillon eingeschleppten Pest im gesamten Banat. Temesvár alleine beklagte um die 2000 Opfer unter rund 5000 Einwohnern, und die Bevölkerung des dicht besiedelten Neuplankaer-Distrikt wurde komplett dahingerafft. Eine Hungersnot begleitete den einhergehenden Kollaps der Infrastruktur.

### Anwerbung und Siedlungsaktivität
Zwischen 1736 und 1738 begann wieder eine von der Hofkammer eingeleitete Anwerbung deutscher Kolonisten, die allerdings wegen der anhaltenden Feindseligkeiten nur geringen Erfolg hatte. Vor allem Facharbeiter und Handwerker waren zum Bau von Festungsanlagen und zum Aufbau der zerstörten Städte wieder erwünscht. Es kamen 432 bzw. 541 Familien mit um die 3000 Personen an, die in bestehenden Dörfer untergebracht wurden. Alemannische Siedler aus dem Schwarzwald gründeten Guttwill als Tochtersiedlung von Guttenbrunn und siedelten sich auch 1737 in Saderlach (Zădăreni) und Munar an.
1737 kamen italienische Siedler aus Südtirol unter Leitung des Abbate Rossi, welche sich in Mercydorf (Carani) niederließen. Sie sollten den Seiden- und Reisbau vorantreiben. 1737 kamen aus Bosnien etwa 500 katholische Clementiner (Schokatzen) nach Rekasch und ca. 1000 katholische Bulgaren nach Winga und Altbeschenowa (Dudeștii Vechi).
Rund 30.000 Serben wurden 1739 als Wehrbauern im Habsburger Grenzgebiet angesiedelt.

## Zweiter kleiner Schwabenzug (1744–1762)

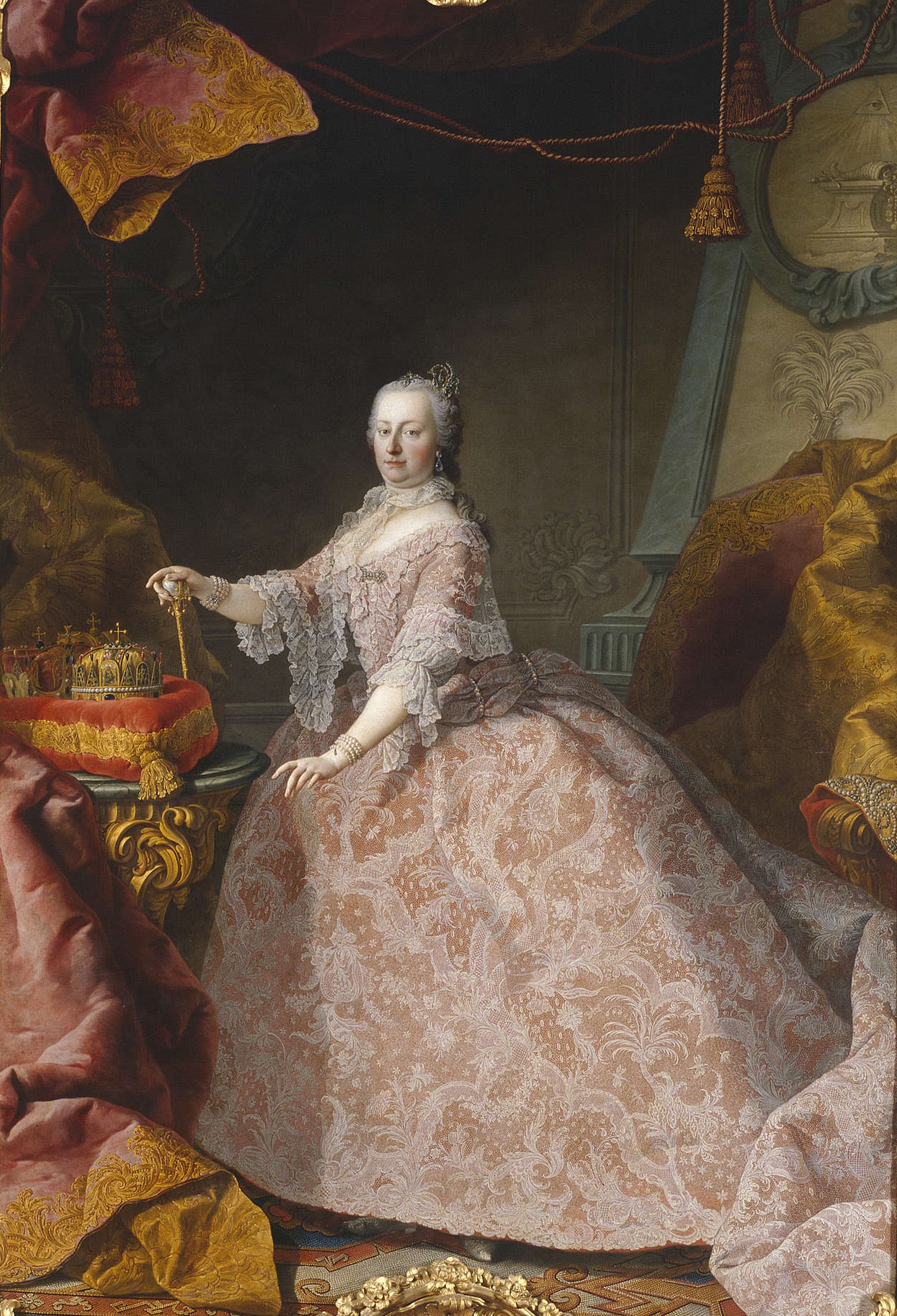
Kaiserin Maria Theresia um 1752
Gemälde von Martin van Meytens

### Politische Situation
Der Österreichische Erbfolgekrieg (1740–1748) Maria Theresias von Österreich und der Siebenjährige Krieg (1756–1763) verhinderten zunächst eine erneute große Ansiedlungswelle. 1745 wurde das Banat der neuerrichteten Hofkommission in Banaticis, Transsylvanicis et Illyricis mit Graf Leopold Kolowrat als Präsident unterstellt. Der Siebenjährige Krieg stürzte die Kaiserin in Kriegsschulden, so wurde das Banat für 10 Millionen Gulden an die Wiener Stadtbank verpfändet und von der Ministerialbankodeputation verwaltet.

### Siedlungsaktivität
Im frühtheresianischen Schwabenzug zogen rund 5000 Kolonisten bevorzugt in bereits bestehende Ortschaften, doch wurden damit nur Lücken gestopft, die der Türkenkrieg und die Pest 1738 hinterlassen hatten. Es wurden zunächst nur Rumänen und Serben aus der verlorenen Kleinen Walachei und Nordserbien in die zerstörten deutschen Dörfer im Distrikt von Neuplanka angesiedelt, die unter kaiserlicher Herrschaft bleiben sollte. Im nördlichen Banat entstanden 1743 gegenüber von Szegedin die ungarischen Siedlungen Szőreg und Kiszombor. 1744 wurde die vorhandene deutsche Siedlung von Tschakowa mit alemannischen Siedlern aus dem Vorarlberg erweitert.

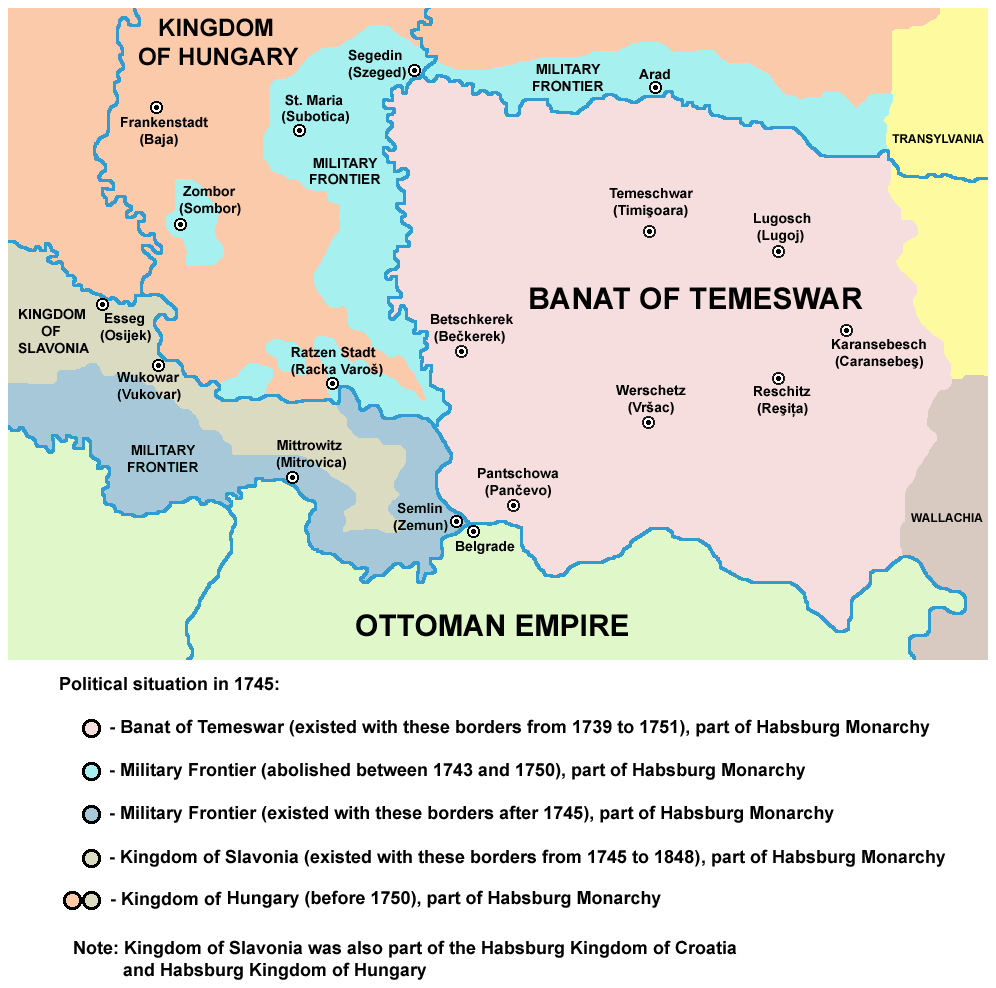
Militärgrenze 1744–1750
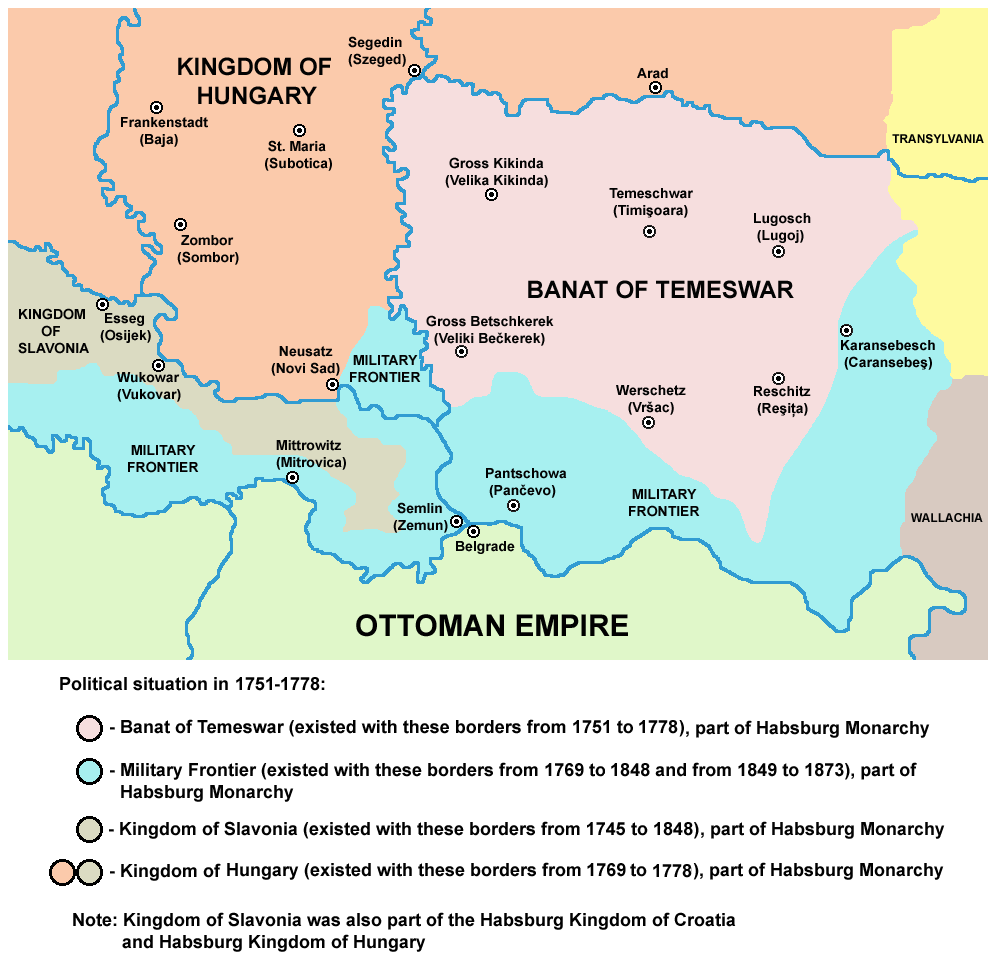
Militärgrenze 1751–1873

Die neue Grenzlage im Südbanat erforderte 1745 erneut die Einrichtung der Banater Militärgrenze mit den neu organisierten Distrikten Karansebesch, Orschowa, Neu-Planka und Pantschowa. Rumänen, Serben und katholische Bulgaren (Kraschowaner) wurden in 5 Kompanien eingeteilt. Sie erhielten reichlich Land und waren von allen öffentliche Lasten befreit. Zu ihren Pflichten gehörte die Bewachung der Grenze, die Bekämpfung des Räuberunwesens und der Schutz der Bergwerke.
Neben Walachen und Bulgaren kamen noch rund 2500 deutsche Siedler ins Banat, welche vorwiegend in die 1748 und 1749 neu entstandenen Orte Neubeschenowa (Dudeștii Noi, siehe auch: Johann Osswald), Sanktandrees (Sânandrei), und Deutschsanktnikolaus (Sânnicolau Mare), sowie 1750 im Arader Komitat (Tschanad) in der privaten Siedlung Sanktmartin (Sânmartin) ansässig wurden. Die Gemeinden Mercydorf, Deutschsanktpeter, Guttenbrunn und Lippa erhielten Verstärkung. Die Siedler kamen diesmal aus Lothringen und der Westpfalz, dem nördlichen Schwarzwald und aus dem Kurmainzer Gebiet.
1752 und 1755 erfolgte nach den Salpetererunruhen in der Grafschaft Hauenstein die Deportation aller führenden Salpetererfamilien aus dem südbadischen Hotzenwald in das Banat, welche in den bestehenden Siedlungen von Saderlach (Zădăreni), Neubeschenowa, Ulmbach, Lugosch und Karansebesch eine neue Heimat fanden.
Während die staatlich geförderte Siedlungstätigkeit im Banat der Banater Landesadministration bzw. den Zentralstellen in Wien unterstanden, gab es Siedlungsbemühungen des Präsidenten der Ungarischen Hofkammer in Pressburg, Graf Antal Grassalkovich I., der während seiner Präsidentschaft jeweils um die 4500 magyarische, 2000 slawische (hauptsächlich Slowaken und Ukrainer aus dem damaligen Nordungarn) und 1500 deutsche Familien in der Batschka und im Maroschdistrikt ansiedelte (siehe auch: Johann Osswald).
1754 lebten etwa 25.000 Deutsche im Banat. Zwischen 1711 und 1750 wurden um die 800 Orte mit deutschen Siedlern gegründet.

### Krankheiten
Bei Hochwasser stauten sich die Wassermassen der Donau am Kasanpass. Der Rückstau ließ den Grundwasserspiegel auf der Banater Ebene ansteigen und verursachte erneut die Versumpfung weiter Gebiete. Die Siedler litten stark unter dem resultierenden Sumpffieber. 1759 wurde der unter General Franz Anton Leopold Ponz Freiherr von Engelshofen vernachlässigte Bega-Kanal unter der Leitung des holländischen Ingenieurs Max Fremaut erweitert und mit der Temesch durch zwei Schleusen verbunden. So wurden in diesem Projekt auch die Ilantscher und Alibunarer Sümpfe südlich von Timișoara trockengelegt, wodurch das Sumpffieber stark eingedämmt werden konnte.

## Zweiter großer Schwabenzug (1763–1772)
Dieser Schwabenzug fand unter Kaiserin Maria Theresia von Österreich zwischen 1763 und 1772 statt und wurde theresianischer Schwabenzug genannt. Mit ihm kamen rund 50.000 neue Siedler in das teilweise neu aufgebaute Land.

### Politische Situation
Die Hofkammer wollte etwa 90 brachliegende Weidegründe, sog. Prädien, in der Nordbanater Heide besiedeln, die jedoch 1763 noch an die Prädien-Kompagnie (Viehzüchter-Handelsgesellschaft) verpachtet waren. Die Viehzüchter hielten auf den gepachteten Weiden riesige Viehherden (über 50.000 Tiere) und sabotierten mit allen Mitteln die Besiedlung der Prädien mit Bauern und Handwerkern. Die Befehle Maria Theresias, ankommende Kolonisten nicht nur in bestehende und schnell überbelegte Dörfer einzuweisen, sondern neue Dörfer auf den Pusztaweiden zu errichten, wurden häufig nur verzögert ausgeführt oder sogar ignoriert. Der Einfluss der Viehzüchter reichte bis in die Banater Landesadministration in Temesvár, die für Ansiedlung und Ortsgründung zuständig war. Ab 1766 wurden darum Teile der Prädien allmählich der Pacht entzogen und konnten so in größerem Umfange besiedelt werden. So konzentrierte sich die Kolonisation auf die zu Beginn verödeten und versumpften Weidegebiete in der Banater Heide und der Batschka, die sich bald, nicht zuletzt auch durch deren Entwässerung in den Begakanal, zu einer geschlossenen Ackerbaulandschaft wandelten.

### Konditionen
Am 25. Februar 1763 erließ Maria Theresia, die ihrem Vater Kaiser Karl VI. auf den Thron gefolgt war, das sogenannte Kolonisationspatent, wonach vorerst kriegsentlassene Offiziere, Unteroffiziere und Invalide des Siebenjährigen Krieges im Banat angesiedelt wurden. Sie hatten sich in Pilsen, Cheb, Saaz, Lobositz, Königgrätz und Troppau zum Abtransport zu melden. Das gleiche Patent lud aber auch Reichsuntertanen zur Ansiedlung im Banat ein und sicherte den Kolonisten, die sich auf Kameralgütern niederließen, eine sechsjährige Steuerfreiheit, freies Bau- und Brennholz, 24 Joch Acker, 6 Joch Wiesen, 6 Joch Weiden und 1 Joch Hausgrund, sowie den Handwerkern eine zehnjährige Steuerfreiheit zu. Bei freien Transportkosten erhielten Erwachsene pro Tag und Person 6 Kreuzer und Kinder 2 Kreuzer Verpflegungsgeld. Zum Bau der Häuser wurde ihnen ein Kostenvorschuss genehmigt, später bekamen sie sogar auf Staatskosten erstellte Häuser. Auch dieser Zug war nur katholischen Siedlern vorbehalten.

### Herkunft der Siedler
Habsburgische Werbeemissäre wurden zur Anwerbung deutscher Familien wieder ins Reich geschickt und durchzogen zunächst das vorderösterreichische Schwaben, weil sich die Mehrzahl der süddeutschen Fürsten zunächst gegen die Auswanderung ihrer Untertanen heftig zur Wehr setzten. Die ersten Siedler des zweiten Schwabenzuges waren also wirklich Schwaben.
Die Herkunftsgebiete der theresianischen Siedlungsperiode sind Lothringen und das Saarland, Luxemburg, das Mosel-Eifelgebiet, die Churpfalz, das Kurmainzische Rheinhessen und die Vorderpfalz, Schwaben, Tirol, und die Steiermark. Unter den Ansiedlern aus Lothringen befanden sich auch etliche Franzosen. Sie fanden zusammen mit Siedlern deutscher Sprache in den neuangelegten Dörfern St. Hubert, Charleville, Soltour und Triebswetter eine neue Heimat. Vereinzelt wurden sie auch in anderen Dörfern der Heide und Umgebung angesiedelt. Die deutschen Dörfer und Städte des Banater Berglandes dagegen sind rein bajuwarische Siedlungen, mit Herkunft aus Tirol und Steiermark, sowie aus dem Böhmerwald.
1744–1768 gab es noch eine zusätzliche Form der Ansiedlung, den Temeswarer Wasserschub: zweimal jährlich wurden Landstreicher, liederliche Weibspersonen, Wilderer, Schmuggler und aufsässige Bauern aus ihrem Heimatland entfernt und zur moralischen Läuterung im Banat angesiedelt. Der Wasserschub hatte einen schlechten Ruf und erschwerte das Anwerben von Kolonisten.

### Siedlungsaktivität
Die Durchführung dieser Ansiedlung im Banat war vier Beamten übertragen. Josef Franz Knoll, Verwalter des Temesvárer Distriktes aus Sanktandrees, Johann Andreas Laff, Kontrolleur von Tschanad, Carl Samuel Neumann Edler von Buchholt, Beamter beim Salzdepot in Lippa und dem Administrationsrat Johann Wilhelm Edler von Hildebrand.

#### 1763–1768

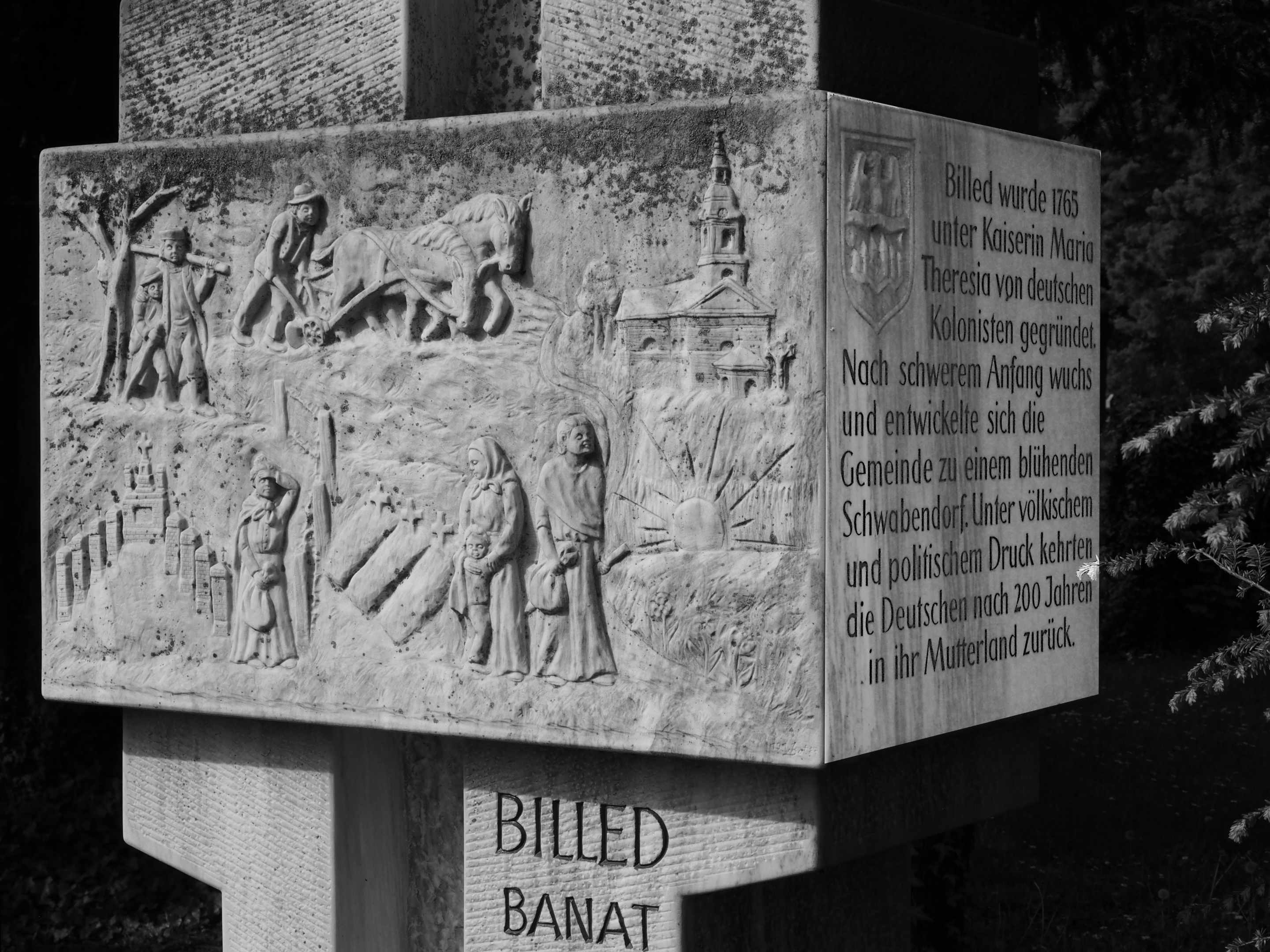
Billed-Denkmal in Karlsruhe

Zur Unterbringung der Ansiedler wurden bestehende Ortschaften des Banats erweitert oder neue angelegt. Starke Zuwanderungen erhielten zunächst Kudritz, Ulmbach und Faschet.
Josef Franz Knoll erweiterte 1763 Bruckenau, Jahrmarkt, Mercydorf, Rekasch und Sanktpeter, 1764 Freidorf mit insgesamt 565 Häusern und begann 1765 den Bau von Billed zur Erschließung der Banater Heide mit 254 Häusern.
Johann Andreas Laff hatte 1764 Perjamosch, 1765 Tschanad und Groß-Sankt-Nikolaus mit insgesamt 365 Häusern vergrößert.
Carl Samuel Neumann war im gleichen Sinne in Guttenbrunn, 1765 in Lippa und in Neuarad 1766 tätig und erweiterte diese seit der karolinischen Ansiedlung bestehenden Orte mit 424 Häusern und gründete 1766 Schöndorf (Frumușeni) und Engelsbrunn (Fântânele) mit insgesamt 317 Häusern.
Johann Wilhelm Hildebrand gründete 1766 Sackelhausen (Săcălaz) mit 302, und Hatzfeld (Jimbolia) mit 405, Tschatad oder Schadat (Lenauheim) und 1767 Großjetscha (Iecea Mare) mit je 204 Häusern. An der westlichen Seite von Hatzfeld ließen sich 1766 unter der Führung des Pfarrers Plenkner vorderpfälzer Auswanderer aus dem Dorfe Syen in der Markgrafschaft Baden-Baden nieder und nannten die Siedlung Landstreu, oder Lowrin (Lovrin). Im Arader Komitat entstand 1765 die Gemeinde Glogowatz (Vladimirescu). Hildebrand baute 1768 Grabatz (Grabaț) und Neumann Bogarosch (Bulgăruș). Es entstanden außerdem Großkomlosch (Lunga), Nero (Nerău), Oesag oder Pesak (Pesac), Soltour oder Seltour (Banatsko Veliko Selo), Triebswetter (Tomnatic),
Warjasch oder Warijasch (Variaș), und Wiseschdia (Vizejdia).
Die Administration war auch auf eine Verstärkung des deutschen Bevölkerungselementes in der Militärgrenze an der Donau bedacht. Auswanderungswillige Kriegsgeschädigte des Siebenjährigen Krieges wurden im Jahre 1764 in den Invalidenhäusern von Wien, Prag, Pettau und Pest gesammelt und in vier Kompanien mit je 200 Mann im Banat angesiedelt. Man teilte zwischen Sefkerin und Dubrowacz 12 Ortschaften dem deutschen Grenzregiment zu. Die Invaliden erhielten Haus und Grund und waren drei Jahre steuerfrei. In den folgenden Jahren ergänzte man den Bereich des Grenzregiments um 14 Ortschaften. 1766 wurde der Bestand des deutschen Grenzregiments auf neun Kompanien erhöht. In der Zeit von 1764 bis 1766 hatte man den Ansiedlern der Militärgrenze 38.066 Joch Ackerfeld, Wiesen und Hausgrund zugewiesen.
1765–1766 kamen 1045 / 2096 Familien mit um die 14.000 Personen an. Mit einem Reskript von 1766 sollte jedes Dorf mit einem Pfarrer und einem Schulmeister und je zwei mit einem Chirurgen versehen werden.

#### 1768–1773
In den Jahren 1768 bis 1771 erreichte die Zahl der Auswanderungswilligen ihren größten Höhepunkt, sodass von Günzburg bis Ofen die Transportmöglichkeiten auf dem Wasserwege erweitert werden mussten. Es wanderten ein:
- 1768: 468 Familien mit 1.888 Personen
- 1769: 815 Familien mit 3.124 Personen
- 1770: 3.214 Familien mit 10.292 Personen
- 1771: 438 Familien mit 1.585 Personen
- Gesamt: 4.935 Familien mit 16.889 Personen
- Anderen Quellen gemäß kamen im Jahr 1769 781 Siedlerfamilien, und 1770 3276 Familien (10.594 Personen)

Obwohl die Werbung eingestellt war, kamen gemäß den anderen Quellen 1771–1772 noch immer unerwartet viele Siedler, 408 Familien (1.160 Personen) und 1.385 Familien (5.568 Personen). Erst jetzt ließ der Zustrom nach. 1773 kamen nur mehr 52 Familien. Die Anzahl reichte nicht mehr zum Auffüllen der durch Tod oder Flucht leergewordenen Hofstellen.
In dieser Zeit entstanden folgende Ortschaften:
| - Albrechtsflor (Teremia Mică), 1770 - Altringen, 1771 - Anina, 1773 - Blumenthal (Mașloc), 1770 - Buchberg (Sintar), 1771 | - Chareville (Banatsko Veliko Selo), 1771 - Charlottenburg (Șarlota), 1771 - Greifenthal (Remetea Luncă), 1771 - Gottlob, 1772 - Heufeld (Novi Kozarci), 1770 | - Kleinjetscha (Iecea Mică), 1770 - Königshof (Remetea Mică), 1771 - Kreuzstätten (Cruceni), 1771 - Lichtenwald (Comeat), 1771 - Marienfeld (Teremia Mare), 1770 | - Mastort (Novi Kozarci), 1770 - Neuhof (Bogda), 1771 - Ostern (Comloșu Mic), 1772 - Reschitza (Reșița), 1770 - Segenthau oder Dreispitz (Șagu), 1770 | - Soltour oder Seltour (Banatsko Veliko Selo), 1771 - Steierdorf (Remetea Mică), 1773 - St. Hubert (Banatsko Veliko Selo), 1770 - Triebswetter (Tomnatic), 1772 - Wiesenhaid (Tisa Nouă), 1771 |

Mit dem ärarischen (also von Militär finanzierten) Transport von 1.385 Familien mit 5568 Personen klang 1773 die zweite große Siedlungsaktion aus, die unter weit günstigeren Bedingungen durchgeführt wurde als die unter dem Grafen Mercy. Es wurden jedoch noch vereinzelt Siedler angenommen, welche auf eigenen Kosten die Reise angetreten hatten.

### Bewertung
1740–1778. Während der theresianischen Siedlungsperiode waren etwa 11.000 Familien mit ungefähr 42.000 Personen ins Banat gekommen, andere Quellen sprechen von bis zu 50.000 Personen. Die Zahl wurde durch frühen Tod und Flucht verringert. Das Kameralbudget stellte 1762–1772 jährlich einen Fond von 200.000 Gulden für die Ansiedlung bereit. Die Kosten für die Gründung von 30 und die Erweiterung von 27 Ortschaften lagen bei zwei Millionen rheinischen Gulden.
Schon 1766 übertrafen die Steuereinnahmen (42.000 Gulden) aus der neuen Kornkammer die Pachtgebühren (30.000 Gulden) für die Weiden. Die Kornkammer Banat war zur besten Steuereinnahmequelle der Krone geworden.
Die Seelenerfassung von 1770 ergab folgende Einwohnerzahl in diesen Distrikten:
| - Temesch: 46.868 - Betschkerek: 16.319 - Karansebesch: 29.828 - Tschakowar: 38.110 | - Tschanad: 29.733 - Lippa: 31.402 - Lugosch: 34.034 - Werschetz: 75.108 | - Kikinda: 10.491 - Temeschburg: 6.718 - Winga (Theresienstadt, Terezín): 1.128 - Die Militärgrenze, Pantschowa, Mehadia und Neu-Planke zählten insgesamt etwa 130.000 Einwohner. |

Die Gesamtbevölkerungszahl des Banats betrug nach Abschluss der theresianischen Kolonisation rund 450.000 Seelen, also fünfmal so viele wie zur Zeit der Landnahme.

## Dritter großer Schwabenzug (1781–1787)

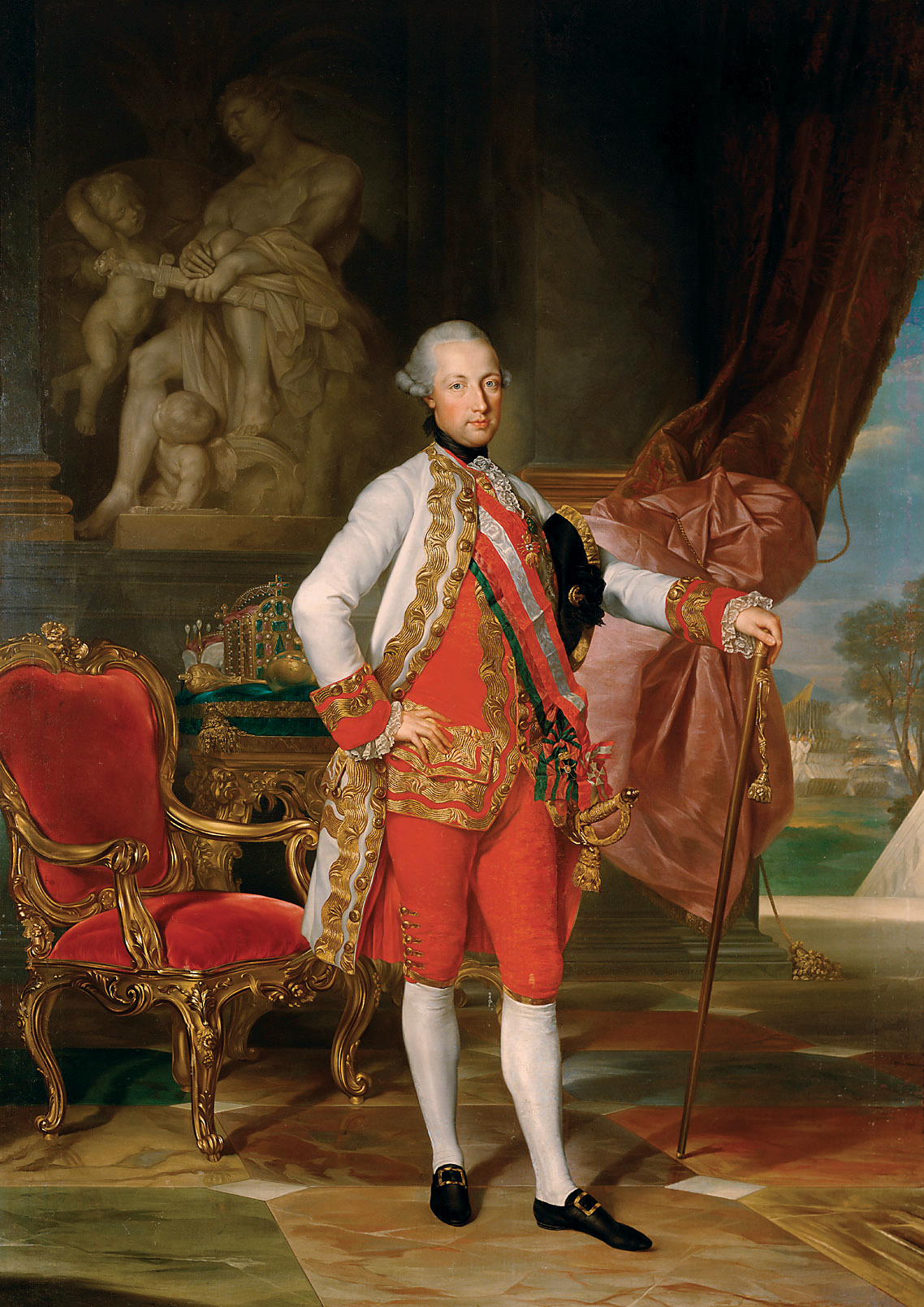
Kaiser Joseph II.

Unter Kaiser Joseph II. (1741–1790), der von 1780 bis 1790 regierte, fand 1781–1787 der dritte und letzte große, der josephinische Schwabenzug statt. Damals kamen um die 45.000 neue Siedler ins Banater Land. Josef II. bereiste 1767/68 und 1773 zweimal das Banat. Ihm zu Ehren wurde ein außerhalb der Festung Temeschburg (Timișoara) gelegener, aufblühender Stadtteil Josefstadt benannt.

### Politische Situation
Josef II. trat für eine Aufteilung des Banater Kameralbesitzes in Privatgüter und deren Verkauf an private Interessenten ein. Somit wurde das Temescher Banat 1778 wieder in den ungarischen Staatsverband eingegliedert, und die Landesadministration aufgelöst. 1779 wurde eine neue Verwaltung unter Graf Christoph Nitzky eingeführt, und 1780 erhielt das „Urbarium für den vom Königreich Hungarn einverleibten Temesvárer Distrikt“ Rechtsgültigkeit. Es sollte noch vor dem Güterverkauf die Bevölkerung und vor allem die Schwaben dazu bewegen, das Land nicht zu verlassen. 1781 fanden gleichzeitig in Wien und in Temeswar eine öffentliche Lizitation der ausgeschriebenen Kameralgüter statt. Güter, deren Schätzungspreis über 30.000 Gulden lag, wurden in Wien angeboten, die anderen in Temesvár. 1782 und 1784 wurden Ansiedlungspatente für Ungarn und Galizien erlassen. 1784 wurde der Güterverkauf durch Joseph II. eingestellt.
Die neuen Grundherren waren Generäle, Heereslieferanten, magyarische Adlige sowie serbische und griechische Viehhändler. Wollten sie von ihren Gütern Einnahmen erzielen, mussten sie sich nach Siedlern umsehen. So sind durch Privatbesiedlung südwestlich von Temesvár 1786–1790 eine Reihe von deutschen Zusiedlungen und Dörfern entstanden: Iwanda (Ivanda), Dolatz (Dolaț), Modosch (Jaša Tomić), Sankt Georgen (Žitište) an der Bega, Tschawosch oder Lichtenwald (Grănicerii), Deutsch-Stamora (Stamora Germană) und Zichydorf (Plandište).
Durch den Russisch-Österreichischen Türkenkrieg (1787–1792) musste die Besiedlung erneut eingestellt werden, da das Banat erneut Kriegsschauplatz wurde. Wiederum drangen die Türken bis vor die Tore Temesvárs vor und plünderten dabei 130 Dörfer aus.

### Anwerbung der Siedler
In Koblenz, Frankfurt am Main und Rottenburg am Neckar wurde je ein Ansiedlungskommissariat errichtet.

### Konditionen
Die Josefinische Kolonisation gewährte den bäuerlichen Siedlern eine Abgabefreiheit von zehn Jahren, doch im Übrigen hielten sich die Siedlungsbedingungen im Rahmen der theresianischen Ansiedlung. Eine Familie erhielt eine ganze Session Feld (32 Katastraljoch = 64 Morgen) und vier Joch Anteil an der Gemeindehutweide. Der Bodenbesitz war nicht freies Eigentum, die Kolonisten konnten vererben, aber nicht verkaufen oder tauschen. Neben der Steuer hatten sie Kontribution und Zehent zu zahlen sowie dem Grundherrn Hand- und Zugrobot zu leisten und den Boden zu roden. Es dauerte zunächst Jahre bis Bodenbesitz einen Ertrag abwarf.

### Rolle der Konfession
Das 1781 von Joseph II. erlassene Toleranzpatent ermöglichte den durch den Westfälischen Frieden anerkannten protestantischen (Lutheranern und Reformierten) und den orthodoxen Kirchen in den Habsburger Kronländern erstmals seit der Gegenreformation wieder die Religionsausübung. Hatte die karolinische und die theresianische Kolonisation noch einen katholisch-konfessionellen Charakter, so fiel diese Einschränkung in der josefinischen und in der darauffolgenden Kolonisation weg. Daher befanden sich sehr viele evangelische und reformierte Menschen aus der Pfalz unter den Einwanderern. Sie erhielten ihre neue Heimat vorwiegend auf den staatlichen Kameralgütern der Batschka, Slawonien und des Banats.

### Siedlungsaktivität
Die josefinische Siedlungsperiode brachte etwa 3.000 Siedlerfamilien ins Banat und begründete 14 neue Ortschaften, doch die meisten Kolonisten wurden vorwiegend in bereits bestehende Ortschaften angesiedelt.
| - Bakowa (Bacova), 1783 - Ebendorf (Știuca), 1786 - Freudental, 1786 | - Gertjanosch (Cărpiniș), 1780 - Liebling, 1786 - Lowrin (Lovrin), 1780 | - Morawitza (Dejan), 1786 - Moritzfeld (Măureni), 1784 - Niczkydorf (Nițchidorf), 1783 | - Orczydorf (Orțișoara), 1786 - Traunau, 1786 |

Ferner erfolgten 1787 Zusiedlungen in
| - Blumenthal - Kleinbetschkerek (Becicherecu Mic) | - Knees (Satchinez) - Nero (Nerău) | - Rekasch - Sanktandrees | - Warijasch oder Warjasch (Variaș) - Wiseschdie |

In die Ortschaften Liebling, Kleinschemlak (Șemlacu Mic) und Franzfeld (Kačarevo) kamen nun auch protestantische Einwanderer ins Banat oder sie übersiedelten aus den Privatsiedlungen Ungarns in neue oder bestehende Siedlungen des Banats um. Aus den ungarischen Orten Harta und Mezöbereny übersiedelten viele evangelische Familien in die Gemeinde Birda. Beträchtlich ist auch die Ansiedlung von Magyaren und Slowaken im westlichen Banat. Die Grundbesitzer hatten ihre Leibeigenen aus den ungarischen Gebieten in das Banat mitgenommen.
1787 schloss ein kaiserlicher Erlass offiziell die vom Hof betriebene Kolonisierung ab. Im Banat gab es zu dieser Zeit 105 deutsche Ortschaften, mit insgesamt 75.000 Einwohnern. Josef II. starb 1790 kinderlos.

## Siedlungsaktivität unter LeopoldII. und FranzII.

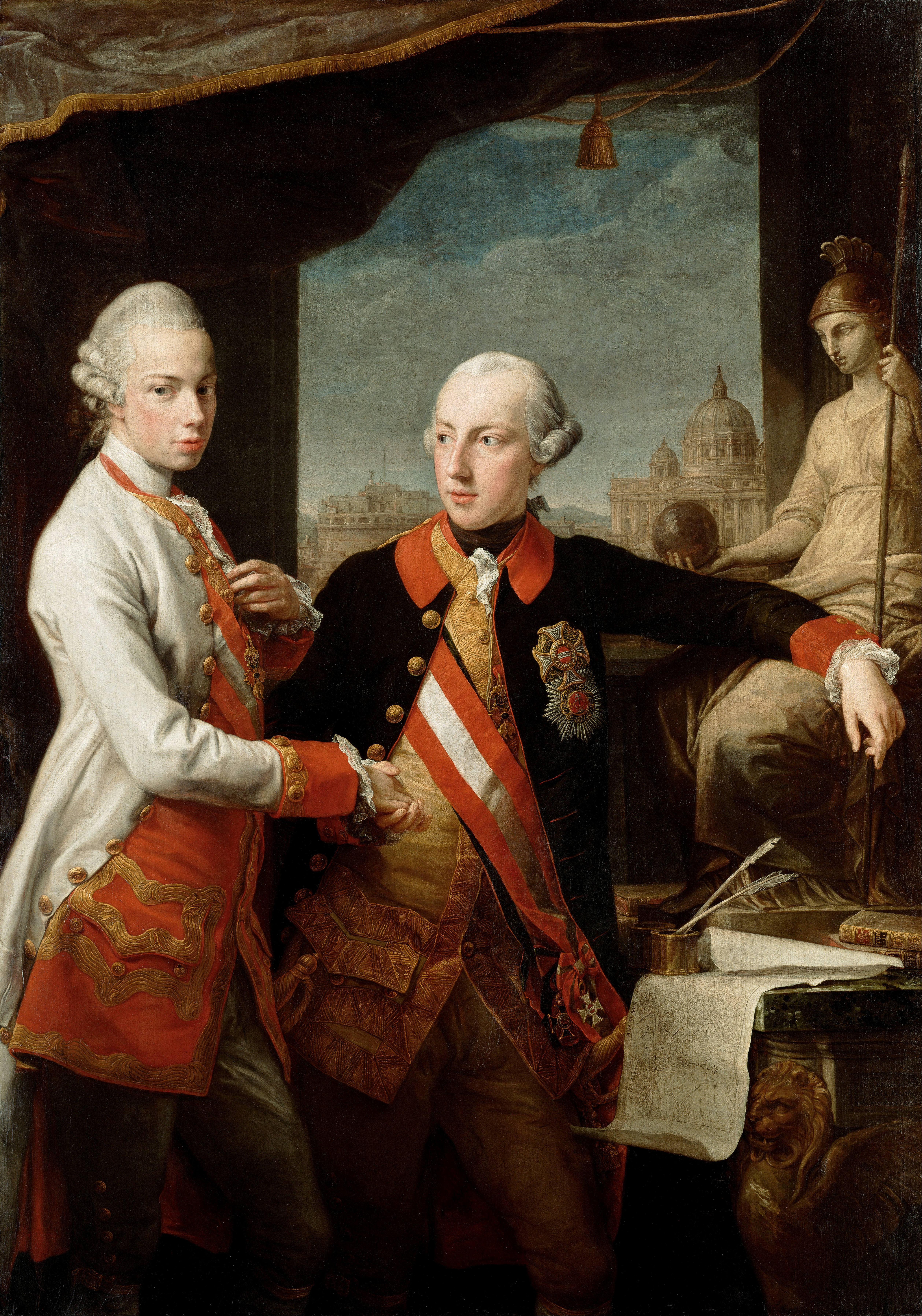
Josef II. (rechts) und sein Bruder Leopold II.

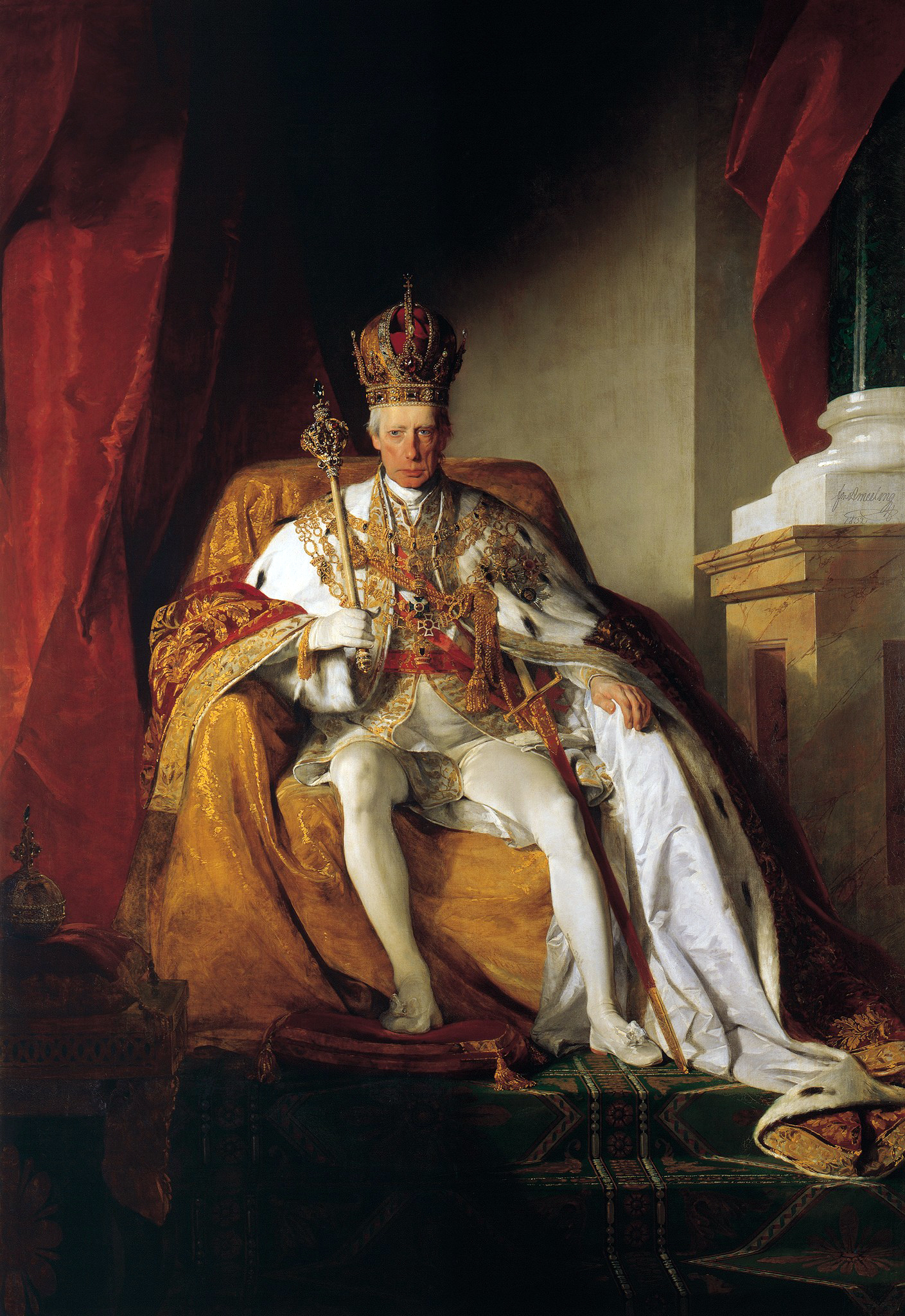
Franz I.
mit den Insignien des Kaisertums Österreich,
Friedrich Amerling, 1832

Die Kaiser Leopold II. (der Bruder Josefs II.), und Franz II. setzten die Kameralansiedlung 1778–1848 fort.

### LeopoldII.
Leopold II. beendete zunächst den Russisch-Österreichischen Türkenkrieg (1787–1792) mit den Frieden von Sistowa und versuchte verzweifelt, den nicht mehr aufzuhaltenden Zerfall der Vielvölkermonarchie zu verhindern. Er konnte ihn um 100 Jahre verzögern, musste aber viele Reformen seines Bruders wieder revidieren.
Zu dieser Zeit erhielten deutsche Zusiedlungen, oder wurden neu gegründet:
| - Deutsch-Sankt Michael (Sânmihaiu German), 1790 - Deutschbentscheck, (Bencecu de Sus), 1790 - Mokrin, 1790 - Serbisch Sankt Peter, (Sânpetru Mare, Doppelgemeinde aus Serbisch-St.Peter und Neu-St.Peter), 1790 - Groß Scham oder Freudenthal, (Jamu Mare), 1790 erweitert | - Stefansfeld, (Krajišnik) 1790 erweitert - Omaor, 1790 erweitert - Gataia oder Gothal, (Gătaia) 1790 erweitert - Klein-Schemlak, (Șemlacu Mic), 1790 erweitert - Sosdia, (Șoșdia), 1790 erweitert | - Wojteg, (Voiteg), 1790 erweitert - Denta, (Deta), 1790 erweitert. - Franzfeld (Kačarevo), 1790 und 1810 erweitert - Mramorak, 1810 erweitert - Karlsdorf (Banatski Karlovac), 1810 neu |

### FranzII.
Leopolds Sohn übernahm als letzter deutscher Kaiser Franz II. (HRR) und als erster österreichischer Kaiser Franz I. 1792 die Regentschaft. In den ersten Jahren seiner Zeit stand er im ständigen Kampf gegen das revolutionäre Frankreich Napoleon Bonapartes. Jegliche demokratische Gesinnung war ihm fremd. Mit den Herrschenden seiner Zeit uneins, legte er 1806 die Kaiserkrone des Heiligen Römischen Reiches Deutscher Nation nieder und nahm den Titel eines Kaisers von Österreich an. Er starb 1835 in Wien.
1808 wurden 83 Familien aus der Grafschaft Falkenstein angesiedelt, da ihr Land durch den Frieden von Lunéville 1801 an Frankreich abgetreten wurde. Sechs Jahre später trafen weitere 141 Familien ein.
1810 kamen die Getreuen des Tiroler Freiheitskämpfers Andreas Hofer unter der Führung von Josef Speckbacher und Thalgutter mit ihren Familien als Flüchtlinge in das Banat. Sie ließen sich in Temesvár und im Banater Bergland nieder. Ein Teil von ihnen hat den rumänischen Ort Fisesch (Fizeș) erweitert und der andere gründete in der unmittelbaren Nähe eine neue Dorfsiedlung und gab ihr den Namen Königsgnad oder Doclin (seit dem Ersten Weltkrieg Tirol). Als die Tiroler 1815 zum großen Teil in ihre Heimat zurückkehrten, ließen sich am Orte Familien aus Württemberg und Baden nieder. In Perossowa fanden Familien aus der Markgrafschaft Baden-Durlach 1818 eine neue Heimat.
Folgende Privatsiedlungen entstanden 1790–1835 im südwestlichen Banat:
| - Ernsthausen (Banatski Despotovac) - Kathreinfeld (Ravni Topolovac) - Lazarfeld (Lazarevo) - Sigmundsfeld (Lukićevo) - Deutsch-Etschka (Ečka) | - Deutsch-Elemer (Nemački Elemir) - Klek (Klek) - Sartscha (Sutjeska) - Setschan oder Petersheim (Sečanj) - Neu-Hatzfeld (Čestereg) | - Pardani (Međa) - Johannisfeld (Iohanisfeld) - Molydorf (Morović) - Neuburg an der Bega (Uivar) |

Die letzte geschlossene Ansiedlung erfolgte 1827–1828 durch die Gründung deutscher Dörfer im Banater Bergland mit Waldbauern aus dem Böhmerwald, durch Binnensiedlung wurden im 19. Jahrhundert aufgelassene Höfe neu besetzt. Neusiedlungen wurden sowohl auf Kameralgütern als auch auf Privatbesitz gegründet. Siehe auch: Tschechische Minderheit im Banat. Es entstanden folgende Ortschaften:
| - Eibenthal - Franzdorf (Văliug) - Frauenwiesen oder Elisabethfeld, (Poiana Muierii), 1823 - Lindenfeld - Schöntal (Urziceni) - Schnellersruhe (Bigăr) - Sankt Helena (Sfânta Elena) - Wolfswiese (Poiana Lupului) | - Wolfsberg (Gărâna) - Weidenthal (Brebu Nou) |

### Bewertung
Der Zuzug führte zu einem wirtschaftlichen Aufschwung verbunden mit hoher Gebärfreudigkeit. Bei dem Bevölkerungswachstum ist nach 1805 vielmehr das biologische Wachstum als die Zuwanderung ausschlaggebend.
| Bevölkerung      | 1772    | 1785 - ohne Militärgrenze - | 1805 - ohne Militärgrenze - | 1840 - ohne Militärgrenze - | 1840 - in der Militärgrenze - | 1840 - gesamt - | 1900 - gesamt - | 1918 - gesamt - | 1940 - gesamt - |
| ---------------- | ------- | --------------------------- | --------------------------- | --------------------------- | ----------------------------- | --------------- | --------------- | --------------- | --------------- |
| Gesamt           | 450.000 | 550.409                     | 636.198                     | 1.082.550                   | 250.485                       | 1.333.035       |                 |                 |                 |
| davon:           |         |                             |                             |                             |                               |                 |                 |                 |                 |
| Deutsche         |         |                             |                             | 207.720                     | 26.155                        | 233.875         | ca. 450.000     | ca. 1.500.000   | ca. 1.400.000   |
| Rumänen          |         |                             |                             | 566.230                     | 145.106                       | 711.336         |                 |                 |                 |
| Serben           |         |                             |                             | 202.216                     | 70.230                        | 272.446         |                 |                 |                 |
| Magyaren         |         |                             |                             | 59.342                      | 3.250                         | 62.592          |                 |                 |                 |
| Schokatzen       |         |                             |                             | 10.112                      |                               | 10.112          |                 |                 |                 |
| Bulgaren         |         |                             |                             | 12.000                      |                               | 12.000          |                 |                 |                 |
| Franzosen        |         |                             |                             | 6.150                       |                               | 6.150           |                 |                 |                 |
| Juden            |         |                             |                             | 4.316                       | 188                           | 4.504           |                 |                 |                 |
| Slowenen         |         |                             |                             | 2.830                       |                               | 2.830           |                 |                 |                 |
| Kroaten          |         |                             |                             | 1.400                       |                               | 1.400           |                 |                 |                 |
| Griechen         |         |                             |                             | 800                         |                               | 800             |                 |                 |                 |
| Türken           |         |                             |                             |                             | 200                           | 200             |                 |                 |                 |
| nicht zugeordnet |         |                             |                             | 9.434                       | 5.356                         | 14.790          |                 |                 |                 |

## Trivia
Die Besiedelung des Banats ist der historische Hintergrund für das Volkslied Als wir jüngst in Regensburg waren.